# NGC 1683
NGC 1683 هي مجرة تتبع كوكبة الجبار. اكتشفها ويليام بارسونز في 1850.

## روابط خارجية
- NGC 1683 على موقع ويكي سكاي: DSS2, SDSS, GALEX, IRAS, Hydrogen α, X-Ray, Astrophoto, Sky Map, Articles and images